# Eddie Torres
Pour l’article homonyme, voir Torres.

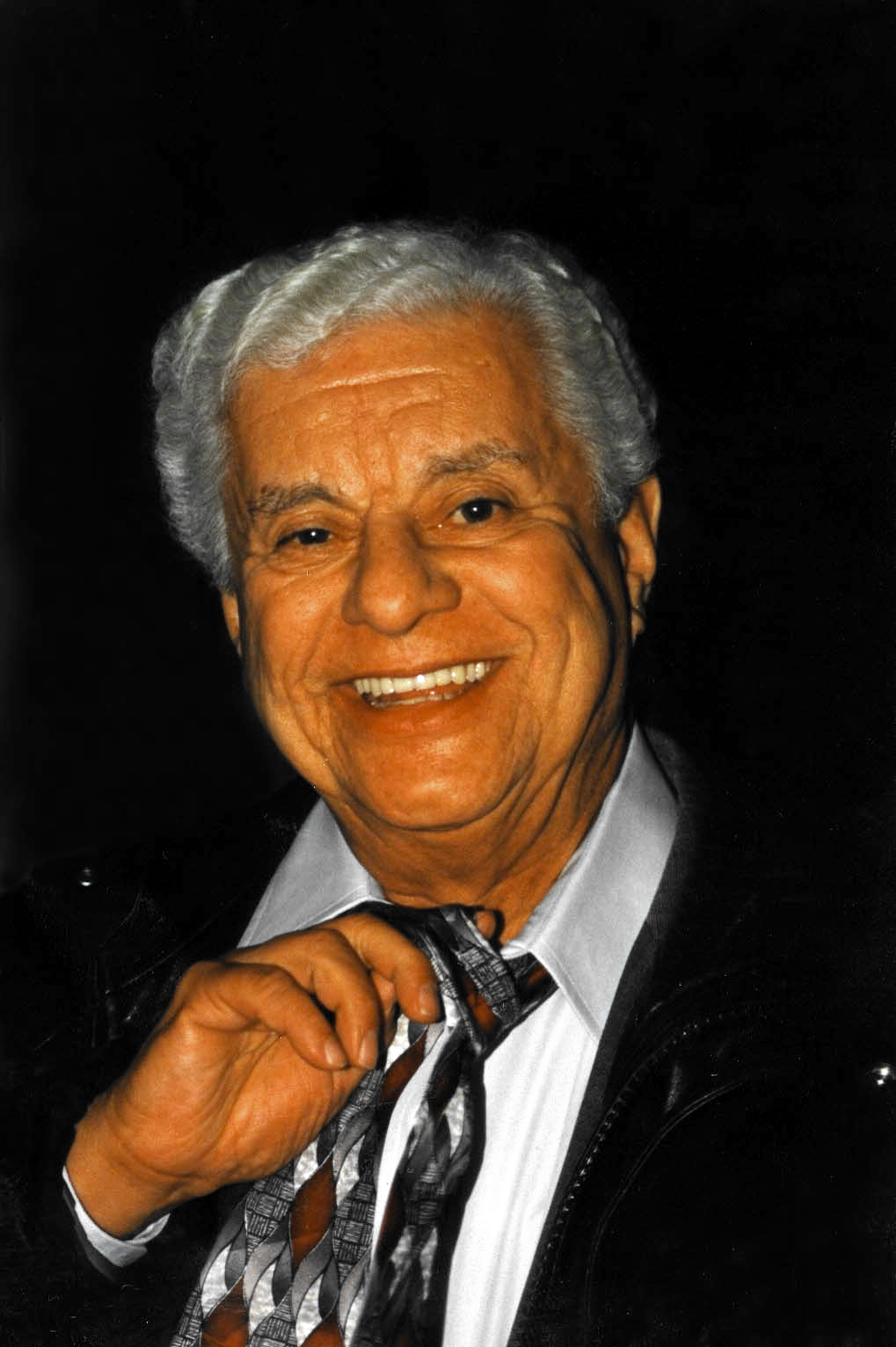
Tito Puente

Eddie Torres, surnommé the Mambo King, 3 juillet 1950, est un danseur américain de salsa.
Personne avant lui n’avait énoncé et formalisé les techniques du mambo new-yorkais (salsa "portoricaine" dansée sur le 2). Des milliers de danseurs sont passés entre ses mains (dont les plus grands tels que Frankie Martinez, Seaon Brystol...) et 300 jeunes se forment chaque année dans son école. Parmi eux, sa fille Nadia commença sa carrière de danseuse professionnelle dès 10 ans.[non neutre]

## Biographie
Né le 3 juillet 1950 dans une famille modeste, Eddie Torres grandit dans une banlieue new-yorkaise. Après deux années passées à Porto Rico, il revient vivre à New York. Il a tout juste 12 ans lorsqu’il écoute le disque Azucar Pa’ Ti d’Eddie Palmieri.
À cette époque, il n’y avait pas d’écoles de mambo, on apprenait à danser « sur le tas ». Dès qu’il eut 15 ans, Eddie se mit à fréquenter le Hunts Point Palace. Il s’y rendait à l’ouverture et ne partait jamais avant la fin, épuisé, mais déterminé à apprendre. Il observa les bons danseurs et imita leurs pas. Lorsqu’il vit pour la première fois danser Augie & Margo, il fut tellement euphorique qu’il n’en dormit pas pendant des semaines. Il se dit : « Je serai Augie et je dois trouver ma Margo ».
Un soir, après un concert de Tito Puente, Eddie l’aborda pour lui clamer son admiration.
Après des années d’observation et de pratique, Eddie développa des techniques propres et un style unique. Il se mit à enseigner la danse et prit part à des compétitions, se faisant connaître comme l’un des meilleurs danseurs de mambo. Très vite, il remarque une de ses élèves, Maria, qui devint rapidement sa partenaire de danse et qu’il épousa. Lorsqu’il se sentit fin prêt, il aborda de nouveau Tito Puente et lui proposa de présenter sa chorégraphie. C’était en 1980. Son rêve devenait réalité.
Dans les années 1980, quand Maria et Eddie gagnèrent à être connus, ils ne restait que peu de danseurs professionnels à New York. Eddie développa une vision : faire de la salsa new-yorkaise une forme artistique respectée et reconnue. Il fallait transmettre les traditions de cette musique et de la danse.

## Discographie
- It's All In The Timing, cassette audio de morceaux où l'on entend Eddie Torres compter les temps (dont ceux de la clave)
- Dance City (Eddie Torres and his Mambo Kings Orchestra), produit et arrangé par Oscar Hernández

1. Ariñañara (reprise de la chanson de Joe Cuba chantée à l'origine par Cheo Feliciano)
2. Remember Me
3. Pa' Gozar
4. Caravan
5. Eres Mi Coco
6. Dance City
7. Llévatela
8. M
9. Estas Volviendo Loco
10. Lo Que Traigo Es Sabroso
11. To Be With You
12. Mulato Rumbero
13. Hot & Heavy